# Lama (godin)

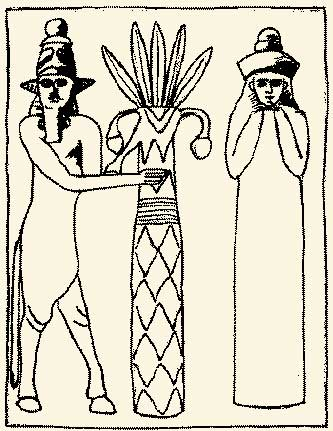
De lamagodin rechts, afbeelding van een tempel in Susa

Een Lama is een beschermgodin in het oude nabije oosten. De lama geldt als een soort bemiddelaar. Ze werd vaak afgebeeld met een lange rok en met gespreide armen, hoewel er wel regionale verschillen en verschillen per periode zijn. 

## Chronologie
In de presargonische periode werd ze aanbeden en werden er offerandes aan haar gebracht. Ze had minstens één tempel in deze periode. Lama's konden wel in tempels van andere goden resideren. Zo zou er tijdens de presargonische periode lama's resideren in de tempel van Gula in Lagasj en in de tempel van Enlil in Nippur. Tijdens de derde dynastie van Ur was het geloof in deze Lama het sterkst. In de Assyrische periode veranderde de Lama van een godin met een menselijk uiterlijk naar een godin met een half menselijk, half dierlijk uiterlijk. Er wordt tijdens deze periode ook veel meer de nadruk gelegd op haar rol als beschermer van de tempel. Ze verdwijnt geleidelijk aan van het schouwtoneel na de eerste dynastie van Babylon. Maar in de 11e eeuw voor Christus vinden we bij de Kassieten nog steeds afbeeldingen van haar, vaak in verband met de God Sjamasj.